# Lagarde-Paréol
Lagarde-Paréol is een gemeente in het Franse departement Vaucluse (regio Provence-Alpes-Côte d'Azur) en telt 274 inwoners (2005). De plaats maakt sinds 1 januari 2017 deel uit van het arrondissement Carpentras.

## Geografie
De oppervlakte van Lagarde-Paréol bedraagt 9,3 km², de bevolkingsdichtheid is 29,5 inwoners per km².
De onderstaande kaart toont de ligging van Lagarde-Paréol met de belangrijkste infrastructuur en aangrenzende gemeenten.

## Demografie
Onderstaande figuur toont het verloop van het inwonertal (bron: INSEE-tellingen).